# 鉄道省

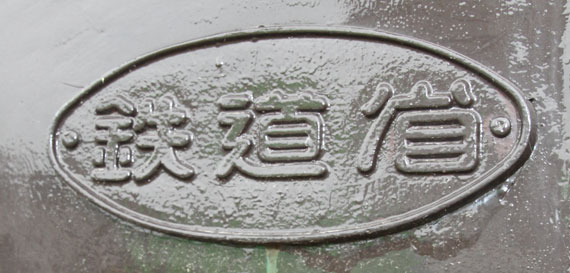
鉄道省車両銘板（現在JR北海道苗穂運転所所蔵）

鉄道省（てつどうしょう、旧字体：鐵道󠄁省）は、かつて日本に存在した、鉄道に関する業務を管轄していた国家行政機関の一つである。国有鉄道（官営鉄道）事業を所管し、地方鉄道および軌道を監督した。運輸省、国土交通省、公共企業体日本国有鉄道およびJRグループの前身に当たる。
日本の鉄道開業以来、さまざまな省庁が鉄道行政を所管してきたが、それらを経て鉄道省は1920年（大正9年）5月15日に設置された。
1943年（昭和18年）11月1日に運輸通信省鉄道総局に改組され、1945年（昭和20年）に運輸省鉄道総局が継承したが、1949年（昭和24年）6月1日に鉄道監督行政が運輸省鉄道監督局（国有鉄道部・民営鉄道部）に、国有鉄道事業が公共企業体（公社）の日本国有鉄道にそれぞれ分離された。さらに鉄道行政の所管は1991年（平成3年）7月1日の運輸省内の再編で運輸省鉄道局に移行し、現在は2001年（平成13年）1月6日の中央省庁再編で発足した国土交通省鉄道局が所管している。
英語名称は、省庁としての「鉄道省」を指す場合は"The Ministry of Railways"、鉄道網としての「鉄道省」を指す場合は"Japanese Government Railways"である（名称にImperialを冠するケースもあった）。

## 前史
戦前日本における、鉄道行政の所管省庁の推移は以下の通りである。
- 1870年（明治3年）
  - 旧暦3月 - 民部大蔵省鉄道掛[4]
  - 旧暦7月17日（新暦8月13日） - 民部省鉄道掛[4][2][5]
  - 旧暦閏10月20日（新暦12月12日） - 工部省鉄道掛[4][6]
- 1871年（明治4年）旧暦8月14日（新暦9月28日） - 工部省鉄道寮[4][2][7]
- 1872年（明治5年）
  - 旧暦5月7日（新暦6月12日） - 品川駅 - 横浜駅間で鉄道が仮開業する。[8]
  - 旧暦9月12日（新暦10月14日） - 日本の鉄道開業を迎える[2]。
- 1877年（明治10年）1月11日 - 工部省鉄道局[4][2][9]
- 1885年（明治18年）12月22日 - 内閣鉄道局[4][2][10]
- 1890年（明治23年）9月6日 - 内務省鉄道庁[2][11]
- 1892年（明治25年）
  - 7月21日 - 逓信省鉄道庁[2][12]
  - 11月10日 - 逓信省鉄道局[2][13]
- 1897年（明治30年）8月18日 - 逓信省鉄道作業局[14]
- 1907年（明治40年）4月1日 - 逓信省帝国鉄道庁 [2][15]
- 1908年（明治41年）12月5日 - 鉄道院（内閣所管）[2][16]
- 1920年（大正9年） 5月15日- 鉄道省[2][3]

### 鉄道寮・鉄道局

日本の鉄道開業（1872年10月14日）

日本の鉄道の所管官庁は1870年（明治3年）に設置された民部省鉄道掛が最初である。後に工部省鉄道掛に改組され、翌年の1872年10月14日には、新橋 - 横浜間鉄道開業を迎えた（日本の鉄道開業）。
1877年には工部省鉄道局に改組され、1885年（明治18年）に工部省が廃止されると鉄道局は内閣の直属となった。1890年（明治23年）には内務省外局の鉄道庁に改組されたが、1892年（明治25年）には逓信省外局に移管され、その翌年には内局化され逓信省鉄道局となった。
同時期には、ドイツ帝国の帝国鉄道の会計が陸軍省によって研究され、1897年（明治30年）には逓信省鉄道局は監督行政のみを受け持つことになり、現業部門は逓信省外局の鉄道作業局に分離された。
他方1901年（明治34年）には、外交官だった幣原喜重郎がベルギーの状況を官報に報告した。報告によれば、アンウェルス市街鉄道は馬車鉄道から電気鉄道に切替えて他重要都市へ延長する計画が成立し、民間会社が1945年（昭和20年）までの営業を認可され、また、その契約内容には、学生及び労働者を保護するための低運賃、労働条件（賃金、昇給、休憩時間、保険）、会社は「市と県」に毎年一定額を納付すること、営業開始から15年目以降は国が好条件で事業を買収（国営化）し得ること、また買収額の計算方法が規定されている。

### 帝国鉄道庁

動輪マーク（1909年制定）

鉄道事業は逓信省外局の鉄道作業局へ全て移管されてからも、鉄道敷設法及び、北海道鉄道敷設法、事業公債条例などによって運営されていたが、1906年（明治39年）に帝国議会で鉄道国有法及び帝国鉄道会計法が成立し、1907年（明治40年）3月に勅令の帝国鉄道庁官制が公布され、同年4月1日に鉄道作業局を改組した帝国鉄道庁が設置され、帝国鉄道が開業した。
次いで逓信省は、「帝国鉄道庁は民事訴訟に付き国を代表す」、「帝国鉄道庁ニ多度津工場増置」など法規を公布して、土地収用及び路線増設を進めた。
この鉄道の運営には当初から特別会計が設置されていたが（西園寺公望内閣）、さらに1909年（明治42年）には帝国鉄道会計法の全部改正により、資金不足の際は帝国鉄道会計の負担による公債発行、または他特別会計からの借入れを行い得るようになった（第2次桂内閣）。
1909（明治42）年度予算によれば、同年の国の歳入予定は3億2,053万4,132円であったところ、この鉄道は1908（明治41）年度までの2年間で建設及び改良費として6268万4226円を支出しており、1909年（明治42年）から1913年（大正2年）までの5年間の支出予定は1億180万6584円で、年間予算のうちの6 %から18 %以上を帝国鉄道事業が占めていたことが分かる。なお、帝国鉄道の他に、外地であった中国関東州（南満洲鉄道）や朝鮮（朝鮮総督府鉄道）の鉄道事業の予算もかかっている。

### 鉄道院

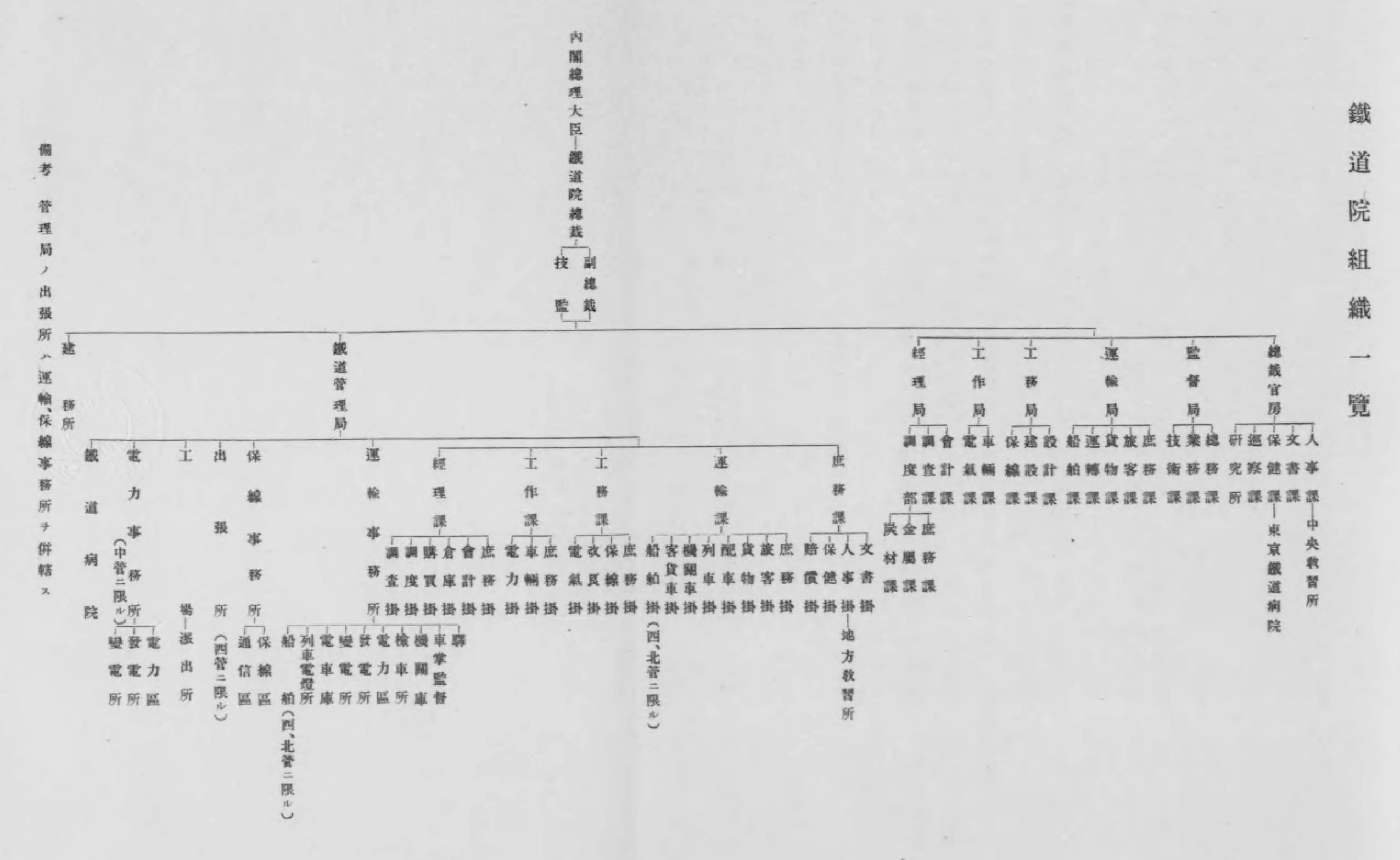
鉄道院 組織図（1920年）

相次ぐ鉄道行政の所管変更、監督組織と現業組織の分離による混乱は、1906年の鉄道国有化をきっかけに社会問題となった。このため政府は1908年12月5日、鉄道局と帝国鉄道庁を統合した鉄道院を新設し、再び内閣の直属機関とした（第2次桂内閣）。
初代総裁は後藤新平であり、その下に総裁官房と総務・運輸・建設・計理の4部と鉄道調査所が置かれた。北海道（北海道および青函航路所管・札幌）、東部（東北線所管・上野）、中部（東海道線および中央線所管・新橋）、西部（山陽線・四国および関門・関釜航路所管、神戸）、九州（九州所管・門司）に鉄道管理局が設置され、各地の運輸事務所と保線事務所（その後一時廃止され1913年復活）、工場などを統括した。このほか関東庁および拓殖局とともに南満洲鉄道（満鉄）の監督権も所管し、同社の鉄道事業に関して監督した。
その後数次の官制改正によって、1913年に4部の技術部・運輸局・監督局・経理局への再編、1915年に鉄道管理局区域の一部見直し（東管、中管、西管の局界変更）、1918年に建設局の新設を行った。また1919年5月1日には鉄道管理局の大規模な再編を行い、札幌、仙台、東京、名古屋、神戸、門司の6鉄道管理局が発足した。
なお、1909年に鉄道路線の沿線別に観光地の所在をまとめた『鉄道院線沿道遊覧地案内』を発行した。その後、1920年には記述の内容を温泉地に絞った『温泉案内』を発行した。鉄道省に変わった後の1930年頃まで『鉄道旅行案内』と『温泉案内』は発行された。

## 鉄道省
交通運輸施策の拡充を掲げる立憲政友会の原内閣によって1920年、鉄道事業の権限強化・独立を目指して、鉄道省に昇格した。1920年5月15日「鉄道省官制」（勅令144号）に基づいて設置された。

第一条　鉄道大臣は国有鉄道及その付帯の業務を管理し地方鉄道及軌道を監督す。鉄道大臣は南満州鉄道株式会社の鉄道及航路に関する業務を監督す
第三条　鉄道省に左の六局を置く

　　　　　監督局　運輸局　建設局　工務局　工作局　経理局
—鉄道省官制ヲ定ム（勅令144号）
初代大臣は元田肇。中央に大臣官房と監督・運輸・建設・工務・工作・経理の6局、地方に鉄道管理局を改組した鉄道局と教習所、改良・建設事務所、鉄道病院が設置された。
発足当初は、立憲政友会による省幹部の大量更迭など、当時端緒についたばかりの政党内閣との間で鉄道敷設の利権が絡んだ混乱が見られ、社会の批判も浴びた が、のち国内経済の発展に伴う交通需要の増大を受け、昭和初期にかけて国鉄・私鉄をはじめとする陸上交通全般の近代化を推進する母体となった。

### 歴史

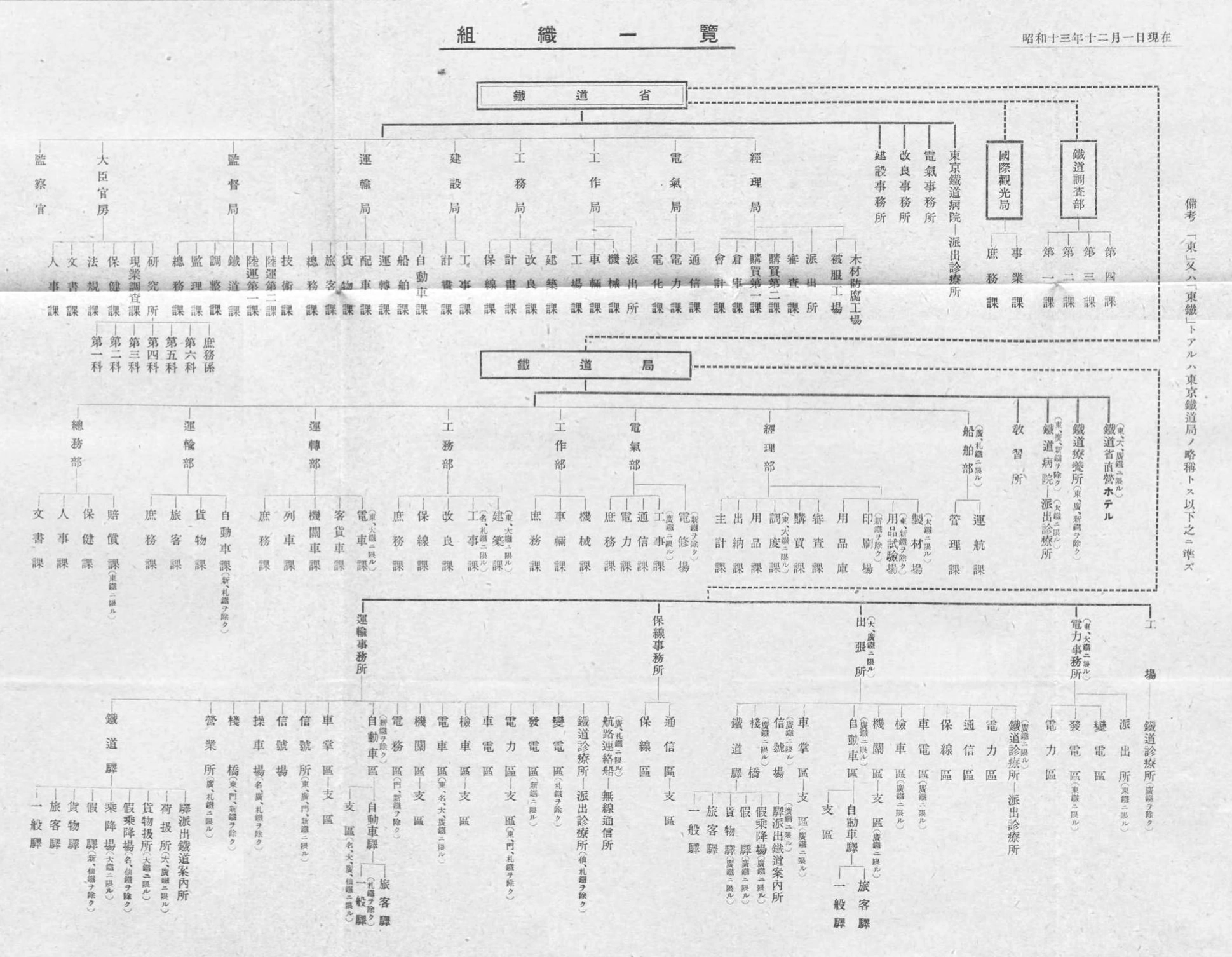
鉄道省 組織図（1938年12月1日時点）

鉄道局は、鉄道院鉄道管理局を継承した札幌・仙台・東京・名古屋・神戸（1928年5月、大阪鉄道局に改称し大阪に移転）、門司の6局体制でスタートした。また欧米に比べ立ち遅れが指摘されていた電化を推進するため、1921年に電気局を設置し、各地に省営の発電所を新設した。1928年からは逓信省が扱っていた自動車などの他の陸上交通部門も管轄した。一方、満鉄の鉄道事業に関する監督権は1929年に拓務省に移された。
1927年には、貨物輸送需要が増大する中、複雑な運賃制度と小規模運送事業者の乱立で混乱を招いていた小口貨物業界の対策として、取り扱いを鉄道省直営として鉄道と民間運送業者が協調して運送することとし、各地の鉄道局・運送店・商工関係者が参加した「運輸委員会」を全国37か所に設置した。この仕組みが鉄道利用運送事業（通運事業）のもととなった。
このほか、鉄道を利用しやすくするために運送規則や旅客運賃の割引制度を柔軟化 したり、いわゆる「戸口から戸口へ」方式の宅扱貨物の取り扱いを始める など、制度の近代化とサービスの拡充に取り組んだ。また国際的な旅客需要を喚起しようと、1930年には外局として国際観光局が設置された。
鉄道網の整備に合わせて、鉄道院時代から再三政治の場で論議されてきた鉄道局の新設も行われた。1935年に広島（大阪・門司から分離）、1936年に新潟（仙台・東京から分離）の両鉄道局を開設。さらに1943年には樺太鉄道局（樺太庁鉄道から編入）が発足した。
しかし次第に戦時色が濃くなると、鉄道省の組織も大きく影響を受けた。1935年には全国の運輸委員会が、軍部が参加した鉄道局別の「交通協議会」に改組され、各地方の陸上輸送統制組織に変わった。1938年には満洲国鉄道総局、朝鮮鉄道局と関係鉄道会社および船舶会社とともに「内鮮満支貨物連絡運送規定」を制定し、朝鮮半島や大陸との輸送体制強化を図った。さらに1941年には戦時体制の強化に伴って需品局を設置した。
1942年には、政府の行政簡素化方針にもとづく官庁機構整備を前に、大規模な組織統合を行った。本省機構を総務・要員・監理・業務・施設・資材の6局体制に縮小したほか、地方組織についても大幅に変更した。3月14日、鉄道技術研究所が設立された（勅令）。
さらに1943年11月1日、戦時体制に伴う官庁統廃合の一環として逓信省と合併し、運輸通信省に改組された。

#### 1942年の地方組織再編
1942年9月11日に行われた鉄道省の組織統合は、兵役などに伴う鉄道職員の欠員増大が理由。この再編で発足した「管理部」は、戦後の日本国有鉄道における「鉄道管理局」および国鉄分割民営化後の各旅客鉄道の「支社」の母体となった。
- 各鉄道局は8部（総務、運輸、運転、工務、工作、電気、経理、監督）を4部（総務、業務、施設、資材）に統合（東鉄と大鉄は列車、電気の2部を別に新設、広鉄と札鉄の船舶部は存続）。236あった課数も67減の169課に整理した。
- 鉄道局地方官署のうち保線事務所と運輸事務所は原則として統合して「管理部」に改称し、その下に総務、輸送、施設の3課を設置。110の地方官署を40減の70に整理した。高松、高知、徳島の3出張所は高松管理部（運輸省改組後の1945年6月19日、四国鉄道局に昇格）に、稚内運輸事務所および名寄保線事務所は稚内管理部にそれぞれ統合。広島管理部および下関管理部はやや遅れて10月1日に発足した。
- 新橋、上野、大阪の運輸事務所、保線事務所、電力事務所については統合せず事務所を部と改称（国府津保線事務所は新橋保線部に統合）。各部はのち新橋、上野、大阪の各管理部に再統合した。
- 各鉄道局の工場はすべて工機部に改称した。

#### 陸送転移への適応
1941年（昭和16年）12月に太平洋戦争が勃発すると一部の車両が海外占領地での軍事輸送などに使用するため内地から送られた。また、貨物輸送が優先されたため貨物列車向けの機関車増強が実施され、旅客輸送や民需物資の輸送は、質、量共に低下していった。貨車自体も増積みが実施され、輸送の効率化が図られた。
内航海運に充てられていた船舶も外航への転用が図られたため、内地用の船舶数はさらに逼迫し、日本近海の輸送を水運から陸運に切り替える「陸送転移」が進められた。山陽本線など一部幹線では輸送力増強策が図られ、関門トンネルの開通などは陸送転移を促進した。陸送への完全転移が望めない場合は一部を陸送に転移する「中継輸送」が取られた。中継輸送の例として、阪神地域において敵潜水艦の襲撃を受けにくい日本海側の航路が利用されたことが挙げられる。これらの施策により国鉄の設備は酷使され、事故も多発していった。レールに代表される、安全・安定輸送に必要な取り替え資材も不足した。

#### 太平洋戦争による被害
1944年（昭和19年）末以降になると、日本本土空襲が激化していった。1944年（昭和19年）10月、100機のB-29を率いてサイパン島に着任したアメリカ陸軍航空隊の第20空軍 隷下の第21爆撃集団司令官ヘイウッド・ハンセル准将は、高々度精密爆撃による「六市・六産業」攻撃論者であった。六市とは東京、川崎、横浜、名古屋、大阪、神戸を指し、六産業とは鉄鋼、航空機、造船、港湾倉庫、ボール・ベアリング、電機を指す。一方、その後任として1945年（昭和20年）1月20日にグアムに着任したカーチス・ルメイは住宅地を含む焼夷弾無差別爆撃論者であり、攻撃対象を全国の都市に拡大した。
| 項目   | 損害  | 廃車  | 中破  | 小破  | 被害率 (%) |
| ------ | ----- | ----- | ----- | ----- | ---------- |
| 機関車 | 891   | 17    | 279   | 595   | 14         |
| 客車   | 2228  | 913   | 461   | 854   | 19         |
| 電車   | 563   | 361   | 36    | 166   | 26         |
| 貨車   | 9557  | 2190  | 7367  | 7367  | 8          |
| 合計   | 13239 | 13239 | 13239 | 13239 | 10         |

しかし、当時の日本国内で近代的な陸上交通機関としては絶対的な地位を占めていた鉄道網を軍として明確に攻撃対象とすることは無く、鉄道網に対する組織的な攻撃は1945年（昭和20年）8月15日の岩国機関区に対する爆撃が最初にして最後であった。なお、国鉄によって運用されていた航路については日本の保有船舶が受けた壊滅的損害と同様に大きな損害を受け、何れも切断されている。
このため、空襲時に周囲の市街地ごと駅や車庫などの設備が焼失したり、洋上の航空母艦から発進した艦上機の機銃掃射を受けた列車などがあったほかは、国鉄の輸送網が完全に機能不全に陥ることは無かった。こうして、終戦の日も国鉄の列車は運行され続けたのである。こういった事実から、青木慶一はドイツ軍による組織的な輸送網の要点攻撃の対象になった国々の事例を示した後、（被害は）「ポーランドやフランスの足許にも及ばない」と述べている。また、終戦後満洲国やドイツで見られたようなソ連軍による線路を含む設備の持ち去りも無かった。
1966年（昭和41年）2月26日、参議院運輸委員会において公明党の浅井亨議員は当時の日本国有鉄道総裁石田礼助に対し「国鉄は戦争で壊滅的打撃を受けたが、これに対して、充分な復興措置が取られたのか」と質問した。青木慶一は「壊滅的打撃を受けた事実がない」「日本国鉄の輸送力が貧弱である現状を、その原因が米軍乃至米国に在ると称して、罪を米人に転嫁しようとしている」と批判している。
服部卓四郎は著書において次のように述べている。

### 運賃
1928年（昭和3年）頃の三等旅客運賃は以下であった。

## 歴代大臣
鉄道大臣（てつどうだいじん）は、鉄道に関する事業を所轄していた国務大臣で鉄道省の長であった。略称は鉄相（てっしょう）。
歴代大臣の一覧
| 代                                                  | 氏名                                                | 内閣                                                | 在任期間                                            |
| 鉄道大臣（鉄道省官制（大正9年5月15日勅令第144号）） | 鉄道大臣（鉄道省官制（大正9年5月15日勅令第144号）） | 鉄道大臣（鉄道省官制（大正9年5月15日勅令第144号）） | 鉄道大臣（鉄道省官制（大正9年5月15日勅令第144号）） |
| --------------------------------------------------- | --------------------------------------------------- | --------------------------------------------------- | --------------------------------------------------- |
| 1                                                   | 元田肇                                              | 原内閣 高橋内閣                                     | 1920年5月15日-1922年6月12日                         |
| 2                                                   | 大木遠吉                                            | 加藤友三郎内閣                                      | 1922年6月12日-1923年9月2日                          |
| 3                                                   | 山之内一次                                          | 第2次山本内閣                                       | 1923年9月2日-1924年1月7日                           |
| 4                                                   | 小松謙次郎                                          | 清浦内閣                                            | 1924年1月7日-1924年6月11日                          |
| 5                                                   | 仙石貢                                              | 加藤高明内閣 第1次若槻内閣                          | 1924年6月11日-1926年6月3日                          |
| 6                                                   | 井上匡四郎                                          | 第1次若槻内閣                                       | 1926年6月3日-1927年4月20日                          |
| 7                                                   | 小川平吉                                            | 田中義一内閣                                        | 1927年4月20日-1929年7月2日                          |
| 8                                                   | 江木翼                                              | 濱口内閣 第2次若槻内閣                              | 1929年7月2日-1931年9月10日                          |
| 9                                                   | 原脩次郎                                            | 第2次若槻内閣                                       | 1931年9月10日-1931年12月13日                        |
| 10                                                  | 床次竹二郎                                          | 犬養内閣                                            | 1931年12月13日-1932年5月26日                        |
| 11                                                  | 三土忠造                                            | 齋藤内閣                                            | 1932年5月26日-1934年7月8日                          |
| 12                                                  | 内田信也                                            | 岡田内閣                                            | 1934年7月8日-1936年3月9日                           |
| 13                                                  | 前田米蔵                                            | 廣田内閣                                            | 1936年3月9日-1937年2月2日                           |
| 14                                                  | 伍堂卓雄                                            | 林内閣                                              | 1937年2月2日-1937年6月4日 （商工大臣を兼任）        |
| 15                                                  | 中島知久平                                          | 第1次近衛内閣                                       | 1937年6月4日-1939年1月5日                           |
| 16                                                  | 前田米蔵                                            | 平沼内閣                                            | 1939年1月5日-1939年8月30日                          |
| 17                                                  | 永井柳太郎                                          | 阿部内閣                                            | 1939年8月30日-1939年11月29日                        |
| 18                                                  | 永田秀次郎                                          | 阿部内閣                                            | 1939年11月29日-1940年1月16日                        |
| 19                                                  | 松野鶴平                                            | 米内内閣                                            | 1940年1月16日-1940年7月22日                         |
| 20                                                  | 村田省蔵                                            | 第2次近衛内閣                                       | 1940年7月22日-1940年9月28日                         |
| 21                                                  | 小川郷太郎                                          | 第2次近衛内閣                                       | 1940年9月28日-1941年7月18日                         |
| 22                                                  | 村田省蔵                                            | 第3次近衛内閣                                       | 1941年7月18日-1941年10月18日                        |
| 23                                                  | 寺島健                                              | 東条内閣                                            | 1941年10月18日-1941年12月2日 （逓信大臣を兼任）     |
| 24                                                  | 八田嘉明                                            | 東条内閣                                            | 1941年12月2日-1943年11月1日 （逓信大臣を兼任）      |

## 鉄道部門幹部
局長の一覧
| 代       | 氏名         | 在任期間                       | 前職                             | 後職                             |
| 監督局長 | 監督局長     | 監督局長                       | 監督局長                         | 監督局長                         |
| -------- | ------------ | ------------------------------ | -------------------------------- | -------------------------------- |
| 1        | 佐竹三吾     | 1920年5月15日 - 1920年8月26日  | 鉄道院監督局長                   | 休職                             |
| 2        | 井出繁三郎   | 1920年8月26日 - 1923年9月10日  | 東京鉄道局長                     | 辞職                             |
|          | （伊藤常夫） | 1923年9月10日 - 1923年10月27日 | （監督局技術課長による事務取扱） | （監督局技術課長による事務取扱） |
| 3        | 岡田意一     | 1923年10月27日 - 1924年5月16日 | 神戸鉄道局長                     | 辞職                             |
| 4        | 筧正太郎     | 1924年5月16日 - 1926年6月15日  | 門司鉄道局長                     | 経理局長                         |
| 5        | 斎藤眞澂     | 1926年6月15日 - 1927年5月16日  | 札幌鉄道局長                     | 辞職                             |
| 6        | 福冨正男     | 1927年5月16日 - 1929年7月12日  | 東京鉄道局長                     | 辞職                             |
| 7        | 丹羽武朝     | 1929年7月12日 - 1931年9月12日  | 名古屋鉄道局長                   | 辞職                             |
| 8        | 喜安健次郎   | 1931年9月12日 - 1934年8月4日   | 鉄道監察官                       | 鉄道次官                         |
| 9        | 前田穣       | 1934年8月4日 - 1937年7月14日   | 運輸局長                         | 辞職                             |
| 10       | 鈴木清秀     | 1937年7月14日 - 1940年8月6日   | 大阪鉄道局長                     | 鉄道次官                         |
| 11       | 大山秀雄     | 1940年8月6日 - 1941年12月23日  | 監督局監理課長                   | 辞職                             |
| 12       | 佐藤栄作     | 1941年12月23日 - 1942年11月1日 | 監督局総務課長                   | 監理局長                         |
| 監理局長 |              |                                |                                  |                                  |
| 1        | 佐藤栄作     | 1942年11月1日 - 1943年11月1日  | 監督局長                         | 運輸通信省自動車局長             |
| 代       | 氏名         | 在任期間                       | 前職                             | 後職                             |
| 運輸局長 | 運輸局長     | 運輸局長                       | 運輸局長                         | 運輸局長                         |
| -------- | ------------ | ------------------------------ | -------------------------------- | -------------------------------- |
| 1        | 中川正左     | 1920年5月15日 - 1923年9月8日   | 鉄道院運輸局長                   | 鉄道次官                         |
|          | （玉橋市三） | 1923年9月8日 - 1923年10月27日  | （運輸局運転課長による事務取扱） | （運輸局運転課長による事務取扱） |
| 2        | 村井二郎吉   | 1923年10月27日 - 1924年12月3日 | 東京鉄道局長                     | 辞職                             |
| 3        | 種田虎雄     | 1924年12月3日 - 1927年5月16日  | 門司鉄道局長                     | 辞職                             |
| 4        | 筧正太郎     | 1927年5月16日 - 1929年7月12日  | 経理局長                         | 辞職                             |
| 5        | 久保田敬一   | 1929年7月12日 - 1931年9月12日  | 東京鉄道局長                     | 鉄道次官                         |
| 6        | 中山隆吉     | 1931年9月12日 - 1932年1月20日  | 大阪鉄道局長                     | 鉄道監察官                       |
| 7        | 日浅寛       | 1932年1月20日 - 1934年6月1日   | 運輸局旅客課長                   | 大阪鉄道局長                     |
| 8        | 前田穣       | 1934年6月1日 - 1934年8月4日    | 大阪鉄道局長                     | 監督局長                         |
| 9        | 新井堯爾     | 1934年8月4日 - 1937年7月14日   | 東京鉄道局長                     | 辞職                             |
| 10       | 山田新十郎   | 1937年7月14日 - 1939年7月24日  | 広島鉄道局長                     | 朝鮮総督府鉄道局長               |
| 11       | 長崎惣之助   | 1939年7月24日 - 1941年12月23日 | 東京鉄道局長                     | 鉄道次官                         |
| 12       | 堀木鎌三     | 1941年12月23日 - 1942年11月1日 | 需品局長                         | 業務局長                         |
| 業務局長 |              |                                |                                  |                                  |
| 1        | 堀木鎌三     | 1942年11月1日 - 1943年11月1日  | 運輸局長                         | 運輸通信省鉄道総局業務局長       |
| 代       | 氏名       | 在任期間                       | 前職                   | 後職                       |
| 建設局長 | 建設局長   | 建設局長                       | 建設局長               | 建設局長                   |
| -------- | ---------- | ------------------------------ | ---------------------- | -------------------------- |
| 1        | 大村鋼太郎 | 1920年5月15日 - 1923年1月23日  | 鉄道院建設局長         | 鉄道監察官                 |
| 2        | 八田嘉明   | 1923年1月23日 - 1926年10月16日 | 建設局線路調査課長     | 鉄道次官                   |
| 3        | 中村謙一   | 1926年10月16日 - 1929年7月27日 | 建設局計画課長         | 辞職                       |
| 4        | 黒河内四郎 | 1929年7月27日 - 1931年12月28日 | 工務局保線課長         | 工務局長（専任）           |
| 5        | 池田嘉六   | 1931年12月28日 - 1934年8月4日  | 前東京第二改良事務所長 | 辞職                       |
| 6        | 河原直文   | 1934年8月4日 - 1937年7月14日   | 東京建設事務所長       | 辞職                       |
| 7        | 平山復二郎 | 1937年7月14日 - 1938年8月20日  | 仙台鉄道局長           | 辞職                       |
| 8        | 堀越清六   | 1938年8月20日 - 1940年8月17日  | 広島鉄道局長           | 辞職                       |
| 9        | 倉田玄二   | 1940年8月17日 - 1941年12月23日 | 信濃川電気事務所長     | 辞職                       |
| 10       | 小林紫朗   | 1941年12月23日 - 1942年11月1日 | 建設局計画課長         | 施設局長                   |
| 施設局長 |            |                                |                        |                            |
| 1        | 小林紫朗   | 1942年11月1日 - 1943年5月1日   | 建設局長               | 辞職                       |
| 2        | 三浦義男   | 1943年5月1日 - 1943年11月1日   | 大臣官房勤務           | 運輸通信省鉄道総局施設局長 |
| 代       | 氏名       | 在任期間                       | 前職             | 後職             |
| 工務局長 | 工務局長   | 工務局長                       | 工務局長         | 工務局長         |
| -------- | ---------- | ------------------------------ | ---------------- | ---------------- |
| 1        | 岡野昇     | 1920年5月15日 - 1924年1月9日   | 鉄道院工務局長   | 鉄道次官         |
|          | （欠員）   | 1924年1月9日 - 1924年1月12日   |                  |                  |
| 2        | 後藤佐彦   | 1924年1月12日 - 1927年3月19日  | 工務局改良課長   | 辞職             |
| 3        | 加賀山学   | 1927年3月19日 - 1929年9月7日   | 工務局改良課長   | 中華民国政府招聘 |
| 4        | 大河戸宗治 | 1929年9月9日 - 1931年7月4日    | 工務局勤務       | 辞職             |
| 5        | 黒河内四郎 | 1931年7月4日 - 1934年9月8日    | 建設局長         | 辞職             |
| 6        | 平井喜久松 | 1934年9月8日 - 1936年6月8日    | 東京改良事務所長 | 休職             |
| 7        | 山田隆二   | 1936年6月9日 - 1937年7月14日   | 大臣官房研究所長 | 辞職             |
| 8        | 阿曾沼均   | 1937年7月14日 - 1941年12月23日 | 工務局保線課長   | 辞職             |
| 9        | 三浦義男   | 1941年12月23日 - 1942年11月1日 | 工務局計画課長   | 大臣官房勤務     |
| 代       | 氏名     | 在任期間                        | 前職               | 後職                       |
| 工作局長 | 工作局長 | 工作局長                        | 工作局長           | 工作局長                   |
| -------- | -------- | ------------------------------- | ------------------ | -------------------------- |
| 1        | 高洲清二 | 1920年5月15日 - 1924年12月3日   | 鉄道院工作局長     | 辞職                       |
| 2        | 秋山正八 | 1924年12月3日 - 1929年1月22日   | 工作局車輛課長     | 辞職                       |
| 3        | 山下興家 | 1929年1月22日 - 1933年6月2日    | 工作局機械課長     | 辞職                       |
| 4        | 朝倉希一 | 1933年6月2日 - 1936年9月19日    | 工作局車輛課長     | 辞職                       |
| 5        | 紀伊寿次 | 1936年9月19日 - 1939年12月23日  | 工作局工場課長     | 辞職                       |
| 6        | 徳永晋作 | 1939年12月23日 - 1941年12月23日 | 工作局車輛課長     | 辞職                       |
| 7        | 向笠金吾 | 1941年12月23日 - 1942年11月1日  | 工作局車輛第一課長 | 資材局長                   |
| 資材局長 |          |                                 |                    |                            |
| 1        | 向笠金吾 | 1942年11月1日 - 1943年11月1日   | 工作局長           | 運輸通信省鉄道総局資材局長 |
| 代       | 氏名         | 在任期間                       | 前職                             | 後職                             |
| 電気局長 | 電気局長     | 電気局長                       | 電気局長                         | 電気局長                         |
| -------- | ------------ | ------------------------------ | -------------------------------- | -------------------------------- |
|          | （石丸重美） | 1921年6月7日 - 1923年9月8日    | （鉄道次官による心得）           | （鉄道次官による心得）           |
|          | （吉原重成） | 1923年9月8日 - 1923年10月27日  | （電気局電力課長による事務取扱） | （電気局電力課長による事務取扱） |
| 1        | 吉原重成     | 1923年10月27日 - 1924年12月3日 | 電気局電力課長                   | 辞職                             |
| 2        | 井上昱太郞   | 1924年12月3日 - 1927年5月16日  | 電気局勤務                       | 辞職                             |
| 3        | 増永元也     | 1927年5月16日 - 1929年7月27日  | 電気局電化課長                   | 辞職                             |
| 4        | 飯田精太郞   | 1929年7月27日 - 1934年6月1日   | 電気局電化課長                   | 辞職                             |
| 5        | 古川光造     | 1934年6月1日 - 1936年5月9日    | 電気局電化課長                   | 死去                             |
|          | （欠員）     | 1936年5月9日 - 1936年5月16日   |                                  |                                  |
| 6        | 森田重彦     | 1936年5月16日 - 1940年8月17日  | 電気局電化課長                   | 辞職                             |
| 7        | 魚住朝治     | 1940年8月17日 - 1942年11月1日  | 電気局電化課長                   | 大臣官房勤務                     |
| 代       | 氏名         | 在任期間                      | 前職                       | 後職                       |
| 経理局長 | 経理局長     | 経理局長                      | 経理局長                   | 経理局長                   |
| -------- | ------------ | ----------------------------- | -------------------------- | -------------------------- |
| 1        | 永井亨       | 1920年5月15日 - 1920年8月26日 | 鉄道院経理局長             | 休職                       |
| 2        | 別府丑太郞   | 1920年8月26日 - 1924年6月17日 | 大臣官房保健課長           | 辞職                       |
|          | （欠員）     | 1924年6月17日 - 1924年6月20日 |                            |                            |
| 3        | 青木周三     | 1924年6月20日 - 1924年8月12日 | 横浜市助役                 | 鉄道次官                   |
|          | （欠員）     | 1924年8月12日 - 1924年8月14日 |                            |                            |
| 4        | 十河信二     | 1924年8月14日 - 1926年1月27日 | 復興局経理部長             | 休職                       |
|          | （青木周三） | 1926年1月27日 - 1926年6月15日 | （鉄道次官による事務取扱） | （鉄道次官による事務取扱） |
| 5        | 筧正太郎     | 1926年6月15日 - 1927年5月16日 | 監督局長                   | 運輸局長                   |
| 6        | 矢田部良造   | 1927年5月16日 - 1929年7月12日 | 仙台鉄道局長               | 休職                       |
| 7        | 後藤悌次     | 1929年7月12日 - 1932年1月16日 | 鉄道監察官                 | 辞職                       |
| 8        | 工藤義男     | 1932年1月16日 - 1937年7月14日 | 経理局会計課長             | 辞職                       |
| 9        | 池井啓次     | 1937年7月14日 - 1940年8月6日  | 名古屋鉄道局長             | 辞職                       |
| 10       | 平山孝       | 1940年8月6日 - 1942年11月1日  | 東京鉄道局長               | 総務局長                   |
| 総務局長 |              |                               |                            |                            |
| 1        | 平山孝       | 1942年11月1日 - 1943年11月1日 | 経理局長                   | 運輸通信省鉄道総局総務局長 |
| 代       | 氏名     | 在任期間                       | 前職           | 後職                           |
| 需品局長 | 需品局長 | 需品局長                       | 需品局長       | 需品局長                       |
| -------- | -------- | ------------------------------ | -------------- | ------------------------------ |
| 1        | 堀木鎌三 | 1941年1月11日 - 1941年12月23日 | 名古屋鉄道局長 | 運輸局長                       |
| 2        | 斎藤義八 | 1941年12月23日 - 1942年11月1日 | 門司鉄道局長   | 要員局長                       |
| 要員局長 |          |                                |                |                                |
| 1        | 斎藤義八 | 1942年11月1日 - 1942年11月1日  | 需品局長       | 運輸通信省鉄道総局長官官房勤務 |

## 鉄道部門幹部（鉄道省以前）
工部省
- 鉄道頭
  - （兼務）井上勝:明治4年8月15日（1871年9月29日） - 明治5年7月4日（1872年8月7日）
  - （代理）井上勝:明治5年7月4日（1872年8月7日） - 1873年7月22日
  - 太田資政:1873年7月22日 - 1874年1月10日
  - 井上勝:1874年1月10日 - 1877年1月19日
- 鉄道局長
  - 井上勝:1877年1月19日 - 1885年12月28日

内閣
- 鉄道局長官
  - 井上勝:1885年12月28日 - 1890年9月6日

内務省・逓信省
- 鉄道庁長官
  - 井上勝:1890年9月6日 - 1893年3月16日
  - 松本荘一郎:1893年3月16日 - 1893年11月10日
- 鉄道局長
  - （兼務）松本荘一郎:1893年11月10日 - 1897年8月18日

逓信省
- 逓信省鉄道局長
  - （兼務）松本荘一郎:1897年8月18日 - 1897年12月18日
  - （兼務）鈴木大亮:1897年12月18日 - 1898年1月17日
  - （兼務）田健治郎:1898年1月17日 - 1898年3月2日
  - 中橋徳五郎:1898年3月2日 - 1898年7月13日
  - （兼務）伊藤大八:1898年7月13日 - 1898年11月28日
  - （心得）古市公威:1898年11月28日 - 1899年4月7日
  - 犬塚勝太郎:1899年4月7日 - 1904年4月22日
  - 山之内一次:1904年4月22日 - 1908年12月5日
- 鉄道作業局長官
  - 松本荘一郎:1897年8月18日 - 1900年6月1日
  - （心得）鈴木大亮:1897年8月18日 - 10月2日
  - （心得）古市公威:1900年7月23日 - 10月8日
  - （代理）平井晴二郎:1900年10月8日 - 1901年2月18日
  - 松本荘一郎:1900年10月2日 - 1903年3月19日死去
  - （心得）平井晴二郎:1903年3月20日 - 1903年3月31日
  - 古市公威:1903年3月31日 - 1903年12月28日
  - （心得）平井晴二郎:1903年12月28日 - 1904年10月10日
  - （兼務）平井晴二郎:1904年10月10日 - 1907年4月1日

帝国鉄道庁
※鉄道作業局改組
- 総裁
  - 平井晴二郎:1907年4月1日 - 1908年12月5日
- 副総裁
  - （兼務）山之内一次:1907年4月1日 - 1908年12月5日

鉄道院
※逓信省鉄道局・帝国鉄道庁統合
- 総裁
  - （兼務）後藤新平:1908年12月5日 - 1911年8月30日
  - （兼務）原敬:1911年8月31日 - 1912年12月21日
  - （兼務）後藤新平:1912年12月21日 - 1913年2月20日
  - 床次竹二郎:1913年2月20日 - 1914年4月16日
  - 仙石貢:1914年4月16日 - 1915年9月3日
  - 添田寿一:1915年9月3日 - 1916年10月9日
  - （兼務）後藤新平:1916年10月9日 - 1918年4月23日
  - 中村是公:1918年4月23日 - 1918年9月29日
  - （兼務）床次竹二郎:1918年9月29日 - 1920年5月15日
- 副総裁